# (3842) Harlansmith
(3842) Harlansmith (1985 FC1) – planetoida z pasa głównego asteroid okrążająca Słońce w ciągu 3,62 lat w średniej odległości 2,35 j.a. Odkrył ją Edward Bowell 21 marca 1985 roku. Nazwa Harlansmith pochodzi od imienia i nazwiska amerykańskiego astronoma Harlana Jamesa Smitha.